# 640 Brambilla
640 Brambilla este un asteroid din centura principală, descoperit pe 29 august 1907, de August Kopff.